# Pedro de Valdés
Pedro de Valdés y Menéndez de Lavandera (Gijón, Asturias, España, 1544-ib., 9 de marzo de 1615) fue un marino y militar español que ejerció como Gobernador de Cuba entre 1600 y 1607. Su administración fue la que más favoreció la conclusión de las murallas de La Habana, donde se erigieron durante su gobierno, los «Doce apóstoles» (aún existentes), una batería de doce piezas de artillería situadas en una plataforma muy resistente.

## Biografía
Pedro Valdés y Menéndez de Lavandera nació en 1544 en Gijón, Asturias, España. De familia noble, viajó al Reino de Nápoles cuando tenía dieciséis años, sin habérselo comunicado antes a sus padres. Sin embargo, tras llegar al reino italiano, se presentó al virrey y este le concedió una plaza de entrenamiento en su palacio virreinal. Tras un arduo entrenamiento, el virrey le ordenó navegar en una de las galeras con el fin de buscar y eliminar a los piratas moros. Así, se enfrentó contra ellos en constantes combates, obteniendo con el tiempo el grado de alférez de infantería. Durante su liderazgo en la galera, él y su compañía tuvieron que luchar con otras naves moras, logrando la captura de dos de ellas. En 1566 se alista en la Armada del primer adelantado Pedro Menéndez de Avilés para luchar y eliminar a los corsarios franceses del océano Atlántico. Se mantuvo fiel al adelantado durante ocho años, siendo así maestre de campo y almirante. Además, participó en la reconquista de Florida, donde parece que destacó en todas las batallas de la entonces provincia española, luchando contra los hugonotes franceses.
También participó en la tentativa de invasión de la isla de Terceira, que dio origen a la batalla de Salga.
Fue ascendido a capitán general de la Armada de los galeones de la Carrera de Indias en dos ocasiones, así como a capitán general de la Armada de Flandes. Fue durante su liderazgo en esta armada cuando invadió Amberes. Tras ser luego armada la flota en corso –bajo su mando– navegó con la flota por las costas cantábricas, donde atacó y apresó a muchos barcos enemigos. Sin embargo, la rebelión ocurrida en el reino de Portugal provocó un bloqueo naval en las costas cantábricas. Más tarde, fue ascendido a almirante del escuadrón de Andalucía en la posteriormente llamada Armada Invencible. Pero tras su derrota por parte de los ingleses, se perdió su galeón, Nuestra Señora del Rosario, y fue apresado por los ingleses, permaneciendo prisionero en la Torre de Londres durante siete años, hasta que su rescate fue pagado «con lo que le quedaba de la herencia de sus padres».
Con el tiempo, Valdés fue también nombrado general y gobernador por Mar y Tierra en Ultramar.
Murió arruinado el 9 de marzo de 1615, cuando tenía 70-71 años, en su palacio de Roces, Gijón.